# Seprőd
Seprőd (románul Drojdii) falu Romániában Maros megyében.

## Fekvése
Marosvásárhelytől 22 km-re keletre a Kis-Nyárád völgyében fekszik.

## Története
Nevét a székely nemek közt előforduló Seprőd ágról nyerte. 1548-ban Seprewd néven említik. A falu közepén áll a gótikus református templom. Határában haladt át a Sóút. Sóskútja az andrásfalviakkal szemben van.
1910-ben 143 magyar református lakosa volt. A trianoni békeszerződésig Maros-Torda vármegye Nyárádszeredai járásához tartozott. 1992-ben 146 lakosából egy román kivételével mind magyarok voltak.